# Manuel Augusto Pereira e Cunha
Manuel Augusto Pereira e Cunha (Mondim de Basto, Atei, 1855 - Mondim de Basto, Atei, 19 de janeiro de 1937), fidalgo da Casa de Barreiros, foi um jurista e político influente nos últimos anos da monarquia. Nascido na freguesia de São Pedro de Atei, Mondim de Basto, no seio de uma família da nobreza rural, Pereira e Cunha evidenciou-se curiosamente num período muito conturbado da História de Portugal, entre o ultimato inglês e a implantação da República. Foi governador civil da Horta, Santarém, Faro, Porto e Lisboa.
Na capital, conseguiu a disciplinação do Carnaval, ao passo que recusou sempre a pasta de ministro, apesar dos convites. Para além de chefe da repartição da Direcção Geral da Administração Política e Civil do Ministério do Reino, então cargo atribuído às pessoas da mais alta confiança, foi ainda nomeado secretário-geral do Ministério do Interior e Par do Reino.
Quando se esperava que o Conselheiro viesse a ocupar um cargo de ainda maior importância no panorama político português, Pereira e Cunha decide mudar de rumo, parte para o Egipto, onde Presidiu ao Tribunal Internacional de Alexandria (Egipto), recebeu o título de Sir e de Grande Oficial da Ordem do Nilo pelos reis Eduardo VII e Victoria de Inglaterra e foi nomeado cavaleiro da Grã-Cruz da Ordem de Isabel a Católica, em Espanha.
Pereira e Cunha estava para D. Carlos como o padre Vítor Melícias para o antigo primeiro-ministro António Guterres. Quando o monarca morreu assassinado em 1908, a rainha D. Amélia deixou uma frase célebre: "Se o Pereira cá estivesse, não tínhamos feito esta viagem [Vila Viçosa-Lisboa]". Junto da sepultura do conselheiro estão, aliás, os retratos do casal régio, que lhe entregou as Comenda e Grã-Cruz da Ordem de Nossa Senhora da Conceição de Vila Viçosa em 1903 como gratidão do verdadeiro e fiel monarquismo que Pereira e Cunha revelava.
A corte, os políticos, os senhores procuravam-no nos momentos mais críticos do país; o seu parecer era indiscutível e a vida avessa a honras e títulos que se sabe ter rejeitado. Como jurista no Egipto (1903-1925) e aí líder do Tribunal Internacional (1918-25), o ilustre de S. Pedro de Atei "nunca teve uma decisão sua alvo de recurso". A dedicação e sapiência valeram-lhe ainda as medalhas de Comendador e Grã-Cruz das ordens militares de Cristo e de Avis.
Faleceu no dia 19 de Janeiro de 1937 com 82 anos em Atei, Mondim de Basto, na sua Casa de Barreiros.